# Елифановская Выставка
Елифановская Выставка — деревня в Тарногском районе Вологодской области.
Входит в состав Илезского сельского поселения, с точки зрения административно-территориального деления — в Илезский сельсовет.
Расстояние по автодороге до районного центра Тарногского Городка — 34 км, до центра муниципального образования Илезского Погоста — 1,5 км.
По переписи 2002 года население — 8 человек.